# Вільям Мюррей Блек
Вільям Мюррей Блек (англ. William Murray Black; 8 грудня 1855 — 24 вересня 1933) — американський воєначальник, генерал-майор.
Член Американського товариства інженерів-будівельників (з 1888 р.), лауреат премії Ровленда цього товариства (1893 р.). У 1916—1919 роках — начальник інженерних військ США.

## Життєпис
Закінчив середню школу (1870 р.) і Коледж Франкліна і Маршалла (1873 р.) в Ланкастері.
У 1877 році закінчив Військову академію Сполучених Штатів і одержав чин другого лейтенанта корпусу інженерів армії США.
Протягом двох місяців служив у Вест-Пойнті, згодом переведений до інженерної школі у Віллетс-Пойнт (Лонг-Айленд), де він пробув до березня 1880 року. У березні 1880 року вступив на посаду першого лейтенанта інженерного корпусу. До січня 1886 року перебував на посадах помічника інструктора з практичної військової техніки, а пізніше керував інженерними роботами з удосконаленнями річкових споруд, гаваней і укріплень Флоридського округу. У грудні 1886 року підвищений у званні до капітана. З листопада 1891 по серпень 1895 року — на службі в Школі інженерів Віллетс-Пойнт. З серпня 1895 по березень 1897 року перебував у Вашингтоні, де обіймав посаду помічника начальника інженерних військ армії США, очолював відділ персоналу та укріплень. З березня 1897 по травень 1898 року — комісар округу Колумбія. У травні 1898 року зведений у майори.
Учасник іспансько-американської війни, обіймав посаду головного інженера 3-го корпусу армії США. У листопаді 1898 року тимчасово переведений до штабу начальника інженерних військ у Вашингтон, а в грудні того ж року відряджений на Кубу, де обійняв посаду головного інженера департамента Гавана, очолюваного генералом В. Ладлов. З січня 1900 року — головний інженер американських військ на Кубі під командуванням генерала Л. Вуда. На цій посаді Вільям Мюррей Блек розпочав роботи з очищення Гавани та організації сучасного відділу громадських робіт для цього міста.
У 1901—1903 роках — комендант Інженерної школи армії США. Саме за його керівництва школа була переведена з Віллетс-Пойнт до Вашингтона.
З 7 березня 1916 року по 31 жовтня 1919 року обіймав посаду начальника інженерних військ США.
Похований на кладовищі військової академії США у Вест-Пойнт, штат Нью-Йорк.